# 원더맨 (드라마)
《원더맨》(영어: Wonder Man)은 디즈니+에서 2025년 12월부터 방영 예정인 미국의 코미디, 슈퍼히어로 드라마이다. 배우 야히아 압둘마틴 2세가 주인공 원더맨 역을 맡았다.

## 출연진
- 야히아 압둘마틴 2세 - 사이먼 윌리엄스 / 원더맨
- 벤 킹즐리 - 트레버 슬래터리
- 디미트리어스 그로스 - 에릭 윌리엄스 / 그림 리퍼
- 에드 해리스 - 닐 서로이언
- 로런 글레이저